# 布拉默
布拉默是德国石勒苏益格－荷尔斯泰因州的一个市镇。总面积13.66平方公里，总人口399人，其中男性196人，女性203人（2011年12月31日），人口密度29人/平方公里。